# Puchar Polski w piłce nożnej (2008/2009)

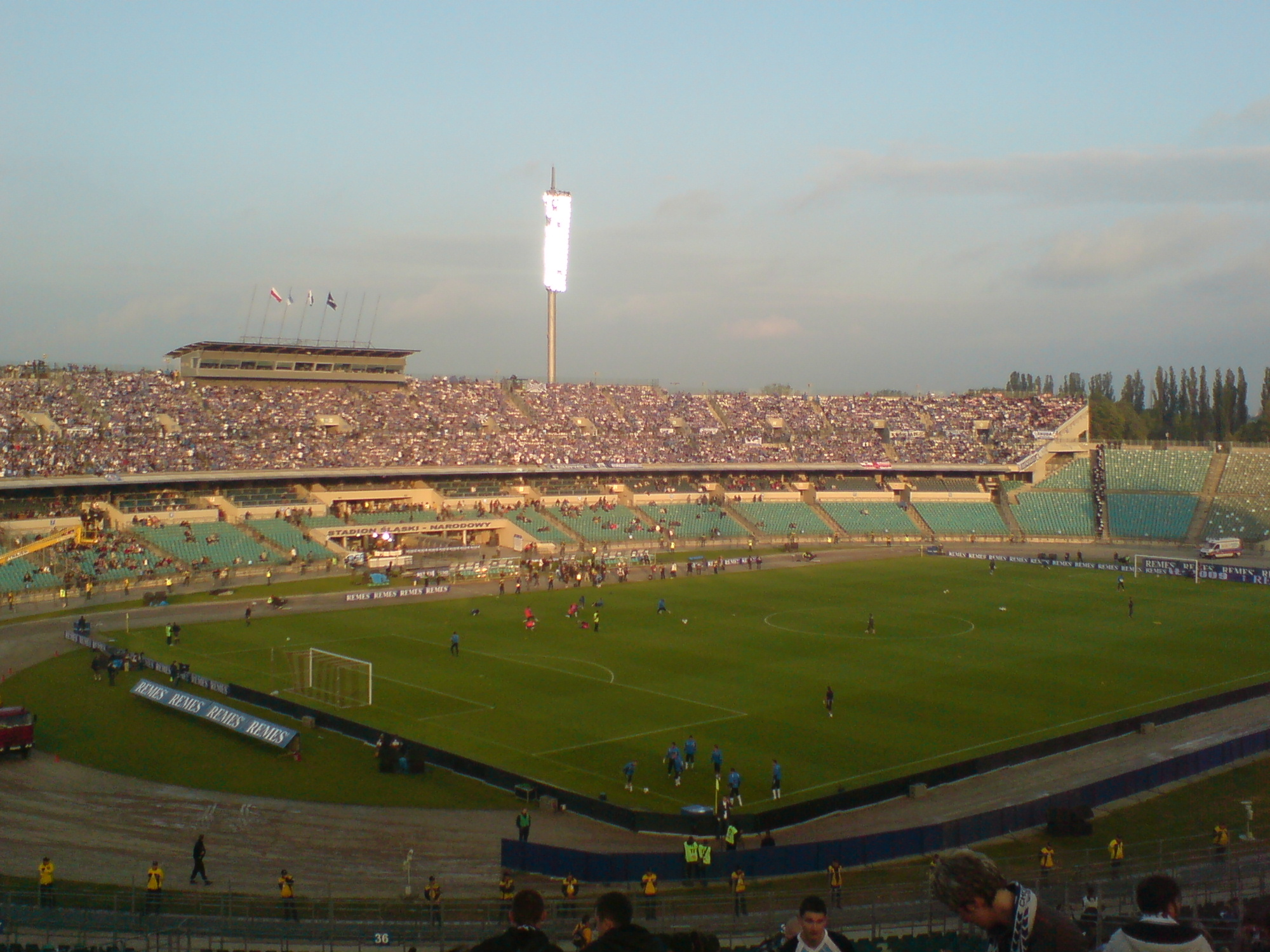
Stadion Śląski przed rozpoczęciem meczu finałowego 19 maja 2009

Puchar Polski w piłce nożnej mężczyzn 2008/2009 – rozgrywki mające na celu wyłonienie zdobywcy Pucharu Polski, który zakwalifikował się tym samym do Ligi Europy UEFA sezonu 2009/2010 (dawny Puchar UEFA).
W sezonie 2008/2009 rozgrywki te składały się z:
- rundy przedwstępnej,
- rundy wstępnej,
- I rundy pucharowej, w której dołączyły zespoły II ligi sezonu 2007/2008,
- II rundy pucharowej, w której dołączyły zespoły I ligi sezonu 2007/2008,
- meczów 1/8 finału,
- dwumeczów 1/4 finału,
- dwumeczów 1/2 finału,
- meczu finałowego.

## Terminarz

### Runda przedwstępna
30 lipca 2008
| Pogoń Oleśnica   | 0-0 (pd. 1-0)        | Arka Nowa Sól                |
| Chełmianka Chełm | 2-3                  | KSZO Ostrowiec Świętokrzyski |
| Koszarawa Żywiec | 0-1                  | Unia Tarnów                  |
| GKS Starościn    | 1-1 (pd. 1-1, k 6-7) | Sokół Aleksandrów Łódzki     |

### Runda wstępna
13 sierpnia 2008
| Stomil Olsztyn            | 0-3            | Kotwica Kołobrzeg            |
| Victoria Koronowo         | 0-1            | Huragan Morąg                |
| Omega II Kleszczów        | 2-2 (k. 4-5)   | Promień Opalenica            |
| Górnik Łęczna             | 2-0            | Warmia Grajewo               |
| Pniówek Pawłowice Śląskie | 2-1            | Resovia                      |
| Przebój II Wolbrom        | 0-2            | Sokół Aleksandrów Łódzki     |
| Bytovia Bytów             | 2-3 (po dogr.) | Dąb Dębno                    |
| LZS Leśnica               | 2-1            | KSZO Ostrowiec Świętokrzyski |
| Orzeł Ząbkowice Śląskie   | 0-2            | Pogoń Oleśnica               |
| Stal Sanok                | 3-1            | Unia Tarnów                  |
| Lechia II Zielona Góra    | 0-2            | Nielba Wągrowiec             |
| Naprzód Jędrzejów         | 1-1 (k. 4-5)   | Legia II Warszawa            |
| Hutnik Warszawa           | 1-4            | Zawisza Bydgoszcz            |
| Supraślanka Supraśl       | 1-2            | Lechia II Gdańsk             |

### I runda
| 27 sierpnia 2008 17.00 | Kotwica Kołobrzeg | 0 - 20-1 | Arka Gdynia · Trytko 11' · Łabędzki 48' | Stadion Miejski, Kołobrzeg Widzów: 1 000 Sędzia: Mariusz Podgórski (Wrocław) |
|                        |                   |          |                                         |                                                                              |

| 27 sierpnia 2008 17.00 | Huragan Morąg · T. Włodarczyk 86' | 1 - 2 (dogr.)1-1 | Warta Poznań · Klatt 3' · Mania 109' | Stadion Huraganu, Morąg Widzów: 700 Sędzia: Cezary Smoleński (Suwałki) |
|                        |                                   |                  |                                      |                                                                        |

| 27 sierpnia 2008 17.00 | Promień Opalenica · Rewers 10' · Grobelny 78' | 2 - 11-0 | Pelikan Łowicz · Kozubek 48' | Stadion Promienia, Opalenica |
|                        |                                               |          |                              |                              |

| 27 sierpnia 2008 17.00 | Górnik Łęczna · Grzegorz Szymanek 6' 20' · Musuła 30' · Stachyra 68' · Surdykowski 90' | 5 - 13-0 | Tur Turek · Topolski 86' (k) | Stadion Górnika, Łęczna Widzów: 1 000 Sędzia: Grzegorz Stęchły (Jarosław) |
|                        |                                                                                        |          |                              |                                                                           |

| 27 sierpnia 2008 17.00 | Pniówek Pawłowice Śląskie · Ćmich 3' | 1 - 31-1 | Odra Opole · Marek Tracz 24' 52' · Copik 77' | Stadion Pniówka, Pawłowice Widzów: 500 Sędzia: Rafał Greń (Rzeszów) |
|                        |                                      |          |                                              |                                                                     |

| 27 sierpnia 2008 17.10 | Sokół Aleksandrów Łódzki · Świętosławski 75' | 1 - 1 k. 1-40-0 | Piast Gliwice · Folc 63' | Stadion MOSiR, Aleksandrów Łódzki Widzów: 300 Sędzia: Erwin Paterek (Lublin) |
|                        |                                              |                 |                          |                                                                              |

| 27 sierpnia 2008 17.00 | Stal Sanok · Kuzicki 1' · Pańko 37' | 2 - 2 k. 5-42-0 | Podbeskidzie Bielsko-Biała · Konieczny 59' · Brzezina 83' | Stadion MOSiR, Sanok Widzów: 800 Sędzia: Paweł Pskit (Łódź) |
|                        |                                     |                 |                                                           |                                                             |

| 27 sierpnia 2008 17.00 | Dąb Dębno | 0 - 30-1 | Lechia Gdańsk · Kalkowski 21' · M. Kowalczyk 49' · Midzierski 80' | Stadion Miejski, Dębno Widzów: 1 000 Sędzia: Daniel Stefański (Bydgoszcz) |
|                        |           |          |                                                                   |                                                                           |

| 27 sierpnia 2008 17.00 | LZS Leśnica · Lachowski 63' | 1 - 20-0 | GKS Jastrzębie · Kostecki 60' · Kubisz 83' | Stadion Sławięcice, Kędzierzyn-Koźle Widzów: 1 000 |
|                        |                             |          |                                            |                                                    |

| 27 sierpnia 2008 17.00 | Pogoń Oleśnica · Kudyba 89' | 1 - 30-0 | GKS Katowice · Daniel Onyekachi 58' 90' · Krzysztof Kaliciak 76' | Stadion Pogoni, Oleśnica Widzów: 1 000 Sędzia: Marcin Słupiński (Łódź) |
|                        |                             |          |                                                                  |                                                                        |

| 27 sierpnia 2008 17.00 | Nielba Wągrowiec · Mikołajczak 45' | 1 - 01-0 | Śląsk Wrocław | Stadion OSiR, Wągrowiec Widzów: 1 000 Sędzia: Tomasz Cwalina (Gdańsk) |
|                        |                                    |          |               |                                                                       |

| 27 sierpnia 2008 17.00 | Legia II Warszawa | 0 - 30-2 | Motor Lublin · Kamiński 12' · Marcin Popławski 39' · Kowalczyk 50' | Stadion Wojska Polskiego, Warszawa Widzów: 300 Sędzia: Michał Zając (Sosnowiec) |
|                        |                   |          |                                                                    |                                                                                 |

| 26 sierpnia 2008 17.00 | Zawisza Bydgoszcz | 0 - 10-1 | Kmita Zabierzów · Paweł Wasilewski 32' | Stadion im. Zdzisława Krzyszkowiaka, Bydgoszcz Widzów: 700 Sędzia: Wojciech Krztoń (Olsztyn) |
|                        |                   |          |                                        |                                                                                              |

| 27 sierpnia 2008 17.00 | Lechia II Gdańsk · Szuprytowski 30' 33' · Pietroń 39' | 3 - 03-0 | Znicz Pruszków | Stadion MOSiR, Gdańsk |
|                        |                                                       |          |                |                       |

| 27 sierpnia 2008 17.00 | Wisła Płock · I. Kowalski 5' · Łukasz Grzeszczyk 9' · T. Grudzień 25' 32' · Jarczyk 29' · Mierzejewski 50' (k) 55' 88' | 8 - 05-0 | ŁKS Łomża | Stadion im. Kazimierza Górskiego, Płock Widzów: 850 Sędzia: Yūichi Nishimura (Japonia) |
|                        | |          |           |                                                                                        |

| 27 sierpnia 2008 17.00 | Stal Stalowa Wola | 3 - 0w/o | Polonia Warszawa | Stadion MOSiR, Stalowa Wola |
|                        |                   |          |                  |                             |

### II runda
| 23 września 2008 17.00 | Stal Stalowa Wola · Lebioda 10' | 1 - 01-0 | GKS Bełchatów | Stadion MOSiR, Stalowa Wola Widzów: 1 800 Sędzia: Marcin Roguski (Warszawa) |
|                        |                                 |          |               |                                                                             |

| 23 września 2008 16.00 | Nielba Wągrowiec | 0 - 30-0 | Polonia Warszawa · Kaźmierowski 56' · J. Lato 78' · Gajtkowski 80' | Stadion OSiR, Wągrowiec Widzów: 2 000 Sędzia: Dariusz Giejsztorewicz (Suwałki) |
|                        |                  |          |                                                                    |                                                                                |

| 23 września 2008 16.00 | Górnik Łęczna · Grzegorzewski 39' (k) · Stefaniuk 65' | 2 - 3 (dogr.)1-1, 2-2 | Cracovia · Pawlusiński 37' (k) · Krzywicki 46' · Moskała 108' (E.T.) | Stadion Górnika, Łęczna Widzów: bez udziału publiczności Sędzia: Mirosław Górecki (Katowice) |
|                        |                                                       |                       |                                                                      |                                                                                              |

| 23 września 2008 16.00 | GKS Katowice · Plewnia 20' · B. Iwan 42' · Markowski 86' | 3 - 4 (dogr.)2-2, 3-3 | Górnik Zabrze · Madejski 32' 39' 112' (E.T.) · Wodecki 78' | Stadion GKS, Katowice Widzów: 7 000 Sędzia: Jacek Granat (Warszawa) |
|                        |                                                          |                       |                                                            |                                                                     |

| 23 września 2008 16.00 | Odra Opole · Copik 42' · Jaskólski 81' | 2 - 01-0 | Polonia Bytom | Stadion Miejski, Opole Widzów: 1 500 Sędzia: Mariusz Podgórski (Wrocław) |
|                        |                                        |          |               |                                                                          |

| 23 września 2008 20.00 | Wisła Płock · Wiśniewski 22' | 1 - 2 (dogr.)1-0, 1-1 | Legia Warszawa · Iwański 80' 102' (k E.T.) | Stadion Wisły, Płock Widzów: 3 500 Sędzia: Piotr Wasilewski (Kalisz) |
|                        |                              |                       |                                            |                                                                      |

| 24 września 2008 15.30 | Stal Sanok · Borowczyk 43' | 1 - 01-0 | Widzew Łódź | Stadion MOSiR, Sanok Widzów: 2 500 Sędzia: Jarosław Chmiel (Warszawa) |
|                        |                            |          |             |                                                                       |

| 24 września 2008 15.45 | Motor Lublin | 0 - 20-1 | ŁKS Łódź · Biskup 31' · Mowlik 61' | MOSiR-Bystrzyca, Lublin Widzów: 800 Sędzia: Marek Karkut (Warszawa) |
|                        |              |          |                                    |                                                                     |

| 24 września 2008 16.00 | Promień Opalenica · Rewers 90+1' | 1 - 00-0 | Zagłębie Sosnowiec | Stadion Promienia, Opalenica Widzów: 700 Sędzia: Marcin Szrek (Kielce) |
|                        |                                  |          |                    |                                                                        |

| 24 września 2008 16.00 | Warta Poznań | 0 - 20-0 | Ruch Chorzów · Ćwielong 56' · Zając 75' | Stadion przy Drodze Dębińskiej, Poznań Widzów: 200 Sędzia: Radosław Trochimiuk (Ciechanów) |
|                        |              |          |                                         |                                                                                            |

| 24 września 2008 16.00 | Kmita Zabierzów · Cios 20' 90' · Paweł Wasilewski 34' | 3 - 02-0 | Korona Kielce | Stadion Kmity, Zabierzów Widzów: 250 Sędzia: Paweł Pskit (Łódź) |
|                        |                                                       |          |               |                                                                 |

| 24 września 2008 18.00 | GKS Jastrzębie · Wawrzyczek 12' 40' (k) 47' | 3 - 4 (dogr.)2-0, 3-3 | Zagłębie Lubin · Kędziora 58' (k) · Michał Zapaśnik 62' · Klofik 81' · Pawłowski 94' (E.T.) | Stadion Miejski, Jastrzębie-Zdrój Widzów: 400 Sędzia: Leszek Gawron (Mielec) |
|                        |                                             |                       |                                                                                             |                                                                              |

| 24 września 2008 18.00 | Piast Gliwice | 0 - 40-2 | Lech Poznań · Štilić 11' 53' · Murawski 22' · Rengifo 90' | Stadion Aleja Wodzisław Śląski, Wodzisław Śląski Widzów: 2 500 Sędzia: Jacek Walczyński (Lublin) |
|                        |               |          |                                                           |                                                                                                  |

| 24 września 2008 18.00 | Lechia II Gdańsk | 0 - 30-0 | Wisła Kraków · Jirsák 64' · Paweł Brożek 72' 82' | Stadion MOSiR, Gdańsk Widzów: 3 000 Sędzia: Włodzimierz Bartos (Łódź) |
|                        |                  |          |                                                  |                                                                       |

| 24 września 2008 20.00 | Arka Gdynia · Chmiest 69' | 1 - 20-1 | Odra Wodzisław Śląski · Szymiczek 33' · Korzym 90' | Stadion Miejski w Gdyni, Gdynia Widzów: 4 000 Sędzia: Szymon Marciniak (Płock) |
|                        |                           |          |                                                    |                                                                                |

| 7 października 2008 18.00 | Lechia Gdańsk | 0 - 10-0 | Jagiellonia Białystok · Zawistowski 90' | Stadion MOSiR, Gdańsk Widzów: 6 500 Sędzia: Marcin Szulc (Warszawa) |
|                           |               |          |                                         |                                                                     |

### 1/8 finału
| 28 października 2008 13.00 | Kmita Zabierzów | 0 - 20-1 | Polonia Warszawa · Kosmalski 19' 86' | Gminny Stadion Sportowy, Zabierzów Widzów: 200 Sędzia: Mirosław Górecki (Katowice) |
|                            |                 |          |                                      |                                                                                    |

| 28 października 2008 18.00 | Cracovia · Kaszuba 11' · Witkowski 79' · Nowak 84' | 3 - 01-0 | ŁKS Łódź | Stadion Cracovii, Kraków Widzów: 2 000 Sędzia: Piotr Wasilewski (Kalisz) |
|                            |                                                    |          |          |                                                                          |

| 28 października 2008 18.00 | Odra Opole | 0 - 20-1 | Ruch Chorzów · Sobczak 15' · Grzyb 64' (k) | Stadion Miejski, Opole Widzów: 3 000 Sędzia: Piotr Pielak (Warszawa) |
|                            |            |          |                                            |                                                                      |

| 28 października 2008 18.00 | Lech Poznań · Đurđević 90' | 1 - 00-0 | Odra Wodzisław Śląski | Stadion Miejski, Poznań Widzów: 5 500 Sędzia: Włodzimierz Bartos (Łódź) |
|                            |                            |          |                       |                                                                         |

| 29 października 2008 13.30 | Stal Sanok · Węgrzyn 58' · Borowczyk 77' | 2 - 00-0 | Stal Stalowa Wola | Stadion MOSiR, Sanok Widzów: 1 700 Sędzia: Erwin Paterek (Lublin) |
|                            |                                          |          |                   |                                                                   |

| 29 października 2008 14.00 | Promień Opalenica · Gościniak 55' | 1 - 40-1 | Zagłębie Lubin · Micanski 32' 58' 59' 90' | Stadion Promienia, Opalenica Widzów: 500 Sędzia: Tomasz Cwalina (Gdańsk) |
|                            |                                   |          |                                           |                                                                          |

| 29 października 2008 17.00 | Legia Warszawa | 0 - 0 k. 8-70-0 | Jagiellonia Białystok | Stadion Wojska Polskiego, Warszawa Widzów: 1 300 Sędzia: Jarosław Żyro (Bydgoszcz) |
|                            |                |                 |                       |                                                                                    |

| 29 października 2008 20.00 | Wisła Kraków · Zieńczuk 67' · Díaz 79' | 2 - 10-1 | Górnik Zabrze · Markovsky 5' | Stadion im. Henryka Reymonta, Kraków Widzów: 7 000 Sędzia: Marcin Szulc (Warszawa) |
|                            |                                        |          |                              |                                                                                    |

### 1/4 finału
| 17 marca 2009 | Legia Warszawa · Rocki 19' · Paluchowski 45' · Rzeźniczak 90' | 3 - 12-1 | Stal Sanok · Borowczyk 24' | Stadion Wojska Polskiego, Warszawa Widzów: 1 500 Sędzia: Wojciech Krztoń (Olsztyn) |
|               |                                                               |          |                            |                                                                                    |

| 8 kwietnia 2009 | Stal Sanok · Kosiba 46' | 1 - 10-0 | Legia Warszawa · Rocki 64' | Stadion MOSiR, Sanok Sędzia: Sebastian Jarzębak (Bytom) |
|                 |                         |          |                            |                                                         |

Wynik łączny: 2-4

Awans: Legia Warszawa
| 17 marca 2009 | Ruch Chorzów · Baláž 32' (k) · Pulkowski 40' · Grzyb 53' | 3 - 02-0 | Zagłębie Lubin | Stadion Śląski, Chorzów Widzów: bez udziału publiczności Sędzia: Piotr Wasielewski (Kalisz) |
|               |                                                          |          |                |                                                                                             |

| 7 kwietnia 2009 | Zagłębie Lubin · Piotrowski 70' | 1 - 20-1 | Ruch Chorzów · Baláž 9' · Nowacki 57' | Stadion Zagłębia Lubin, Lubin Widzów: 3 500 Sędzia: Marcin Roguski (Warszawa) |
|                 |                                 |          |                                       |                                                                               |

Wynik łączny: 1-5

Awans: Ruch Chorzów
| 4 marca 2009 | Wisła Kraków | 0 - 10-0 | Lech Poznań · Lewandowski 49' | Stadion Miejski w Krakowie, Kraków Widzów: 10 000 Sędzia: Robert Małek (Zabrze) |
|              |              |          |                               |                                                                                 |

| 8 kwietnia 2009 | Lech Poznań · Lewandowski 26' · Rengifo 31' | 2 - 12-0 | Wisła Kraków · Głowacki 49' | Stadion Miejski w Poznaniu, Poznań Widzów: 16 500 Sędzia: Adam Kajzer (Rzeszów) |
|                 |                                             |          |                             |                                                                                 |

Wynik łączny: 3-1

Awans: Lech Poznań
| 18 marca 2009 | Polonia Warszawa · Lato 55' | 1 - 00-0 | Cracovia | Stadion Polonii Warszawa, Warszawa Widzów: 2 000 Sędzia: Dawid Piasecki (Słupsk) |
|               |                             |          |          |                                                                                  |

| 7 kwietnia 2009 | Cracovia · Nowak 49' · Moskała 73' | 2 - 20-1 | Polonia Warszawa · Ivanovski 6' · Piątek 56' | Stadion Cracovii, Kraków Widzów: 1 200 Sędzia: Mariusz Trofimiec (Kielce) |
|                 |                                    |          |                                              |                                                                           |

Wynik łączny: 2-3

Awans: Polonia Warszawa

### Półfinały
| 30 kwietnia 2009 17.45 | Lech Poznań · Štilić 14' | 1 - 11-1 | Polonia Warszawa · Lato 23' | Stadion Miejski w Poznaniu, Poznań Widzów: 14 000 Sędzia: Robert Małek (Zabrze) |
|                        |                          |          |                             |                                                                                 |

| 6 maja 2009 17.30                               | Polonia Warszawa · Jodłowiec 88' | 1 - 1 k. 0-30-0                                 | Lech Poznań · Rengifo 61' (k) | Stadion Polonii Warszawa, Warszawa Widzów: 3 000 Sędzia: Mirosław Górecki (Katowice) |
|                                                 |                                  |                                                 |                               |                                                                                      |
|                                                 |                                  | Rzuty karne                                     |                               |                                                                                      |
| Radek Mynář · Jarosław Lato · Radosław Majewski |                                  | Dawid Kucharski · Semir Štilić · Anderson Cueto |                               |                                                                                      |

Wynik łączny: 2-2 (k. 0-3)

Awans: Lech Poznań
| 29 kwietnia 2009 17.45 | Legia Warszawa | 0 - 10-0 | Ruch Chorzów · Mucha 71' (sam.) | Stadion Wojska Polskiego, Warszawa Widzów: 3 000 Sędzia: Włodzimierz Bartos (Łódź) |
|                        |                |          |                                 |                                                                                    |

| 7 maja 2009 17.30 | Ruch Chorzów · Baláž 2' | 1 - 01-0 | Legia Warszawa | Stadion Śląski, Chorzów Widzów: 5 000 Sędzia: Adam Lyczmański (Bydgoszcz) |
|                   |                         |          |                |                                                                           |

Wynik łączny: 2-0

Awans: Ruch Chorzów

### Finał
| 19 maja 2009 20:00 | Lech Poznań · Peszko 51' | 1:00:0Raport | Ruch Chorzów | Stadion Śląski, Chorzów Widzów: 25 000 Sędzia: Tomasz Mikulski (Lublin) |
|                    |                          |              |              |                                                                         |

| Puchar Polski w piłce nożnej 2008/2009 Zwycięzcy |
| ------------------------------------------------ |
| Lech Poznań 5. Tytuł                             |